# Lockyer-Nationalpark
Der Lockyer-Nationalpark (englisch Lockyer National Park) ist ein 26,8 Quadratkilometer großer Nationalpark in Queensland, Australien. Weitere 78 Quadratkilometer sind als sich erholender Nationalpark (engl.: National Park (Recovery)) ausgewiesen.

## Lage
Er liegt in der Region Darling Downs etwa 90 Kilometer westlich von Brisbane und 250 Kilometer südlich von Hervey Bay. Die nächstgelegene Stadt ist Toowoomba, von hier erreicht man den Park über den Warrego Highway Richtung Osten. Nach etwa 25 Kilometern, zwischen den beiden Orten Helidon und Gatton, liegen die einzelnen Teilgebiete des Parks in den nördlichen Erhebungen des Lockyer Valleys.
In der Nachbarschaft liegen die Nationalparks Geham, Hampton, Ravensbourne, Gatton und Crows-Nest.

## Geschichte
Benannt ist der Park nach Edmund Lockyer, der im Jahr 1825 eine Expedition entlang des Brisbane River leitete und dabei das Lockyer Valley passierte, an dessen Hängen sich der Nationalpark befindet.

## Landschaft
Der größtenteils unerschlossene Nationalpark schützt abgelegene Sandsteinschluchten, die von bis zu 450 Metern hoch gelegenen, von Menschen nahezu unberührten, Eukalyptuswäldern umgeben sind. Im Park gibt es keine Besuchereinrichtungen, es ist jedoch erlaubt einige Wege, für die ein Allradfahrzeug empfohlen ist, zu befahren.

## Fauna
Über 80 verschiedene Vogelarten sind im Park heimisch, darunter der Braunkopf-Rabenkakadu (Calyptorhynchus lathami), der Riesenkauz (Ninox strenua), das Schwarzbrust-Laufhühnchen (Turnix melanogaster) oder der Mönchsraupenfänger (Coracina tenuirostris). Daneben ist auch das gefährdete Bürstenschwanz-Felskänguru (Petrogale penicillata) im Park zu finden.